# 瀨戶市站
瀨戶市站（日语：／ Setoshi eki */?）是位於愛知縣瀨戶市東橫山町，愛知環狀鐵道的愛知環狀鐵道線車站。此站被選為中部車站百選之一。

## 歷史
曾經此站是愛知環狀鐵道線之前身，日本國有鐵道（國鐵）岡多線、瀨戶線計劃車站之一。路線名稱方面，現時愛知環狀鐵道線此站以南區間（岡崎站至此站之間）和未建成區間（此站至多治見站）至間的鐵路線名為「岡多線」。而此站為岡多線的中途站，並可於此站轉乘瀨戶線（前往高藏寺方向）。但是實際上，岡多線（岡崎方向）和瀨戶線成為了一條圍繞名古屋市周邊都市的環狀線，而這個組合有一個名稱，名為「岡多·瀨戶線」。「岡多、瀨戶線」在日本鐵道建設公團被定為主要幹線（CD線），而餘下的岡多線（多治見方向，長約20公里）被定為AB線，直至現時還未動工。在1979年（昭和54年）6月，由於「一但開通，赤字是不可避免的」，因此運輸省把建設計劃凍結。在1985年（昭和60年）10月，這個建設工程已經放棄。根據當時計劃階段，車站的配線構造為2面4線的島式月台，岡多線（岡崎方向）⇔瀨戶線（高藏寺方向）為本線（兩方向均為雙線），另外加設支線為岡多線（多治見方向，單線）。
後來，建設「岡多、瀨戶線」（岡多線：新豐田至此站之間與瀨戶線：此站至高藏寺之間）工程仍然繼續，可是在1984年（昭和59年）7月，國鐵發布當路線開通後不會營運。岡多線而現有區間（岡崎 - 新豐田之間）希望由愛知縣與沿線自治體出資建立第三部門繼承鐵路線。在國鐵和當地自治體交涉後，「岡多、瀨戶線」（岡崎 - 高藏寺之間）由當地自治體出資成立第三部門公司「愛知環狀鐵道」負責營運路線。
在車站啟用當初，此站只有1面1線的月台，此站往高藏寺方向路段為單線。後來隨著進行增強運輸能力工程，此站以北（高藏寺方向）變為雙線化，新設岡崎方向月台。使現時設有2面2線的相對式月台。
| ← 岡多線 岡崎方向 | 瀨戶市站計劃配線與實際配線圖 | → 瀨戶線 高藏寺方向 |
|                   | ↓ 岡多線 多治見方向          |                     |
| 图例 参考文献：   |                              |                     |

### 年表
- 1967年（昭和42年） - 岡多線豐田至瀨戶之間（新豐田站至此站之間）開始動工[5]。
- 1973年（昭和48年） - 瀨戶線瀨戶至高藏寺站之間開始動工[5]。
- 1988年（昭和63年）1月31日 - 愛知環狀鐵道線（新豐田至高藏寺之間）開通[6]，此站啟用[7]。當時只有現時高藏寺方向月台（1面1線單式月台）[注 1][1]。車站用地是前愛知縣立瀨戶高等學校（日语：愛知県立瀬戸高等学校）校舍[8]。
- 1991年（平成3年）7月23日 - 車站商店「A・L・L seto」開幕[9]。
- 1993年（平成5年）11月1日  - 設置可發售回數票的自動售票機[9]。
- 1998年（平成10年）9月25日  - 設置設有無障礙設施的新型自動售票機[10]。
- 2000年（平成12年）10月14日  - 被選定為中部車站百選車站之一[11]。
- 2004年（平成16年）10月3日 - 瀨戶市站至高藏寺站之間雙線化[12]。
- 2006年（平成18年）4月1日 - 兒童110號之車站（日语：こども110番の駅）開始運作[13]。
- 2008年（平成20年）9月24日 - 引入自動閘機[13]。
- 2010年（平成22年）10月16日 - 車站無障礙化[14]。
- 2015年（平成27年）3月17日 - 「A・L・L seto」翻新工程完成[15]。
- 2016年（平成28年）
  - 3月18日 - 設置列車緊急停止裝置（日语：列車非常停止装置）[16]。
  - 11月29日 - 設置LED式發車資訊牌[16]。
- 2019年（平成31年）3月2日 - 此站開始可以使用IC卡「TOICA」[17]。

## 車站構造
車站是一座高架車站，設有2面2線相對式月台。上下行線月台可容納的車廂數目相異。在車站啟用當初已經設有高藏寺方向月台，該月台可容納10卡編成的列車，而後來岡崎方向月台建成後，該月台只可容納4卡車廂。
上述已經提及，此站曾經計劃設有2面4線的月台，另外也會有前往多治見方向的路軌。現時在下行線（高藏寺方向月台）還有V字型上蓋，車站南邊還有一些橋腳。高藏寺一方還有向多治見方向建設鐵路線分支而設的用地和設施。後來，在2004年瀨戶市至高藏寺之間進行雙線化工程後，車站大樓擴建，並且新設岡崎方向月台。
此站是整日有人車站。設有自動閘機和設有無障礙設施的自動售票機。另外，在2013年前，檢票口中設有Kiosk。

### 月台
| 月台 | 路線            | 上下行 | 方向                           |
| ---- | --------------- | ------ | ------------------------------ |
| 1    | ■愛知環狀鐵道線 | 上行   | 岡崎方向                       |
| 2    | ■愛知環狀鐵道線 | 下行   | 高藏寺、名古屋（經中央線）方向 |

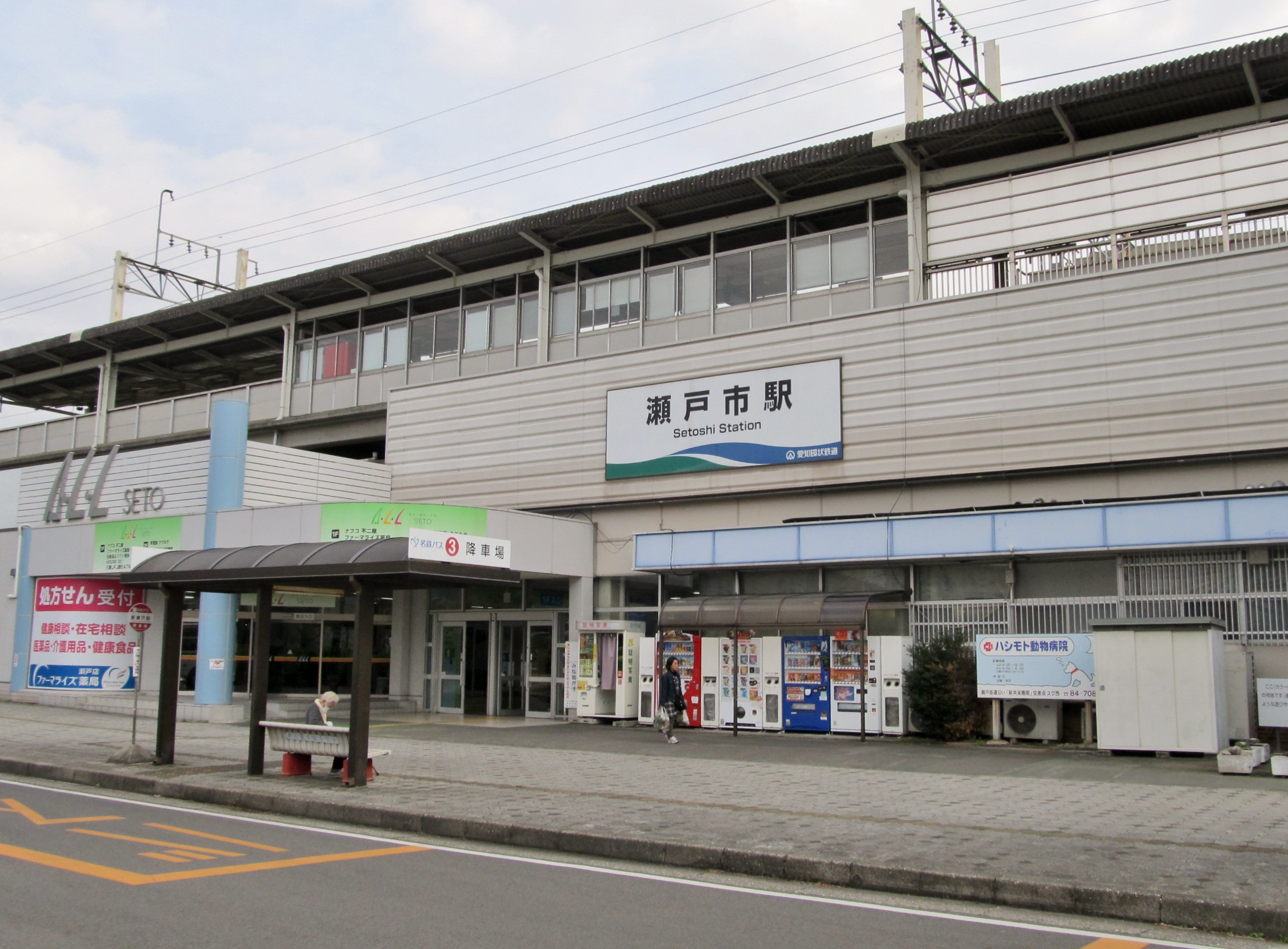
西出口（2018年12月）
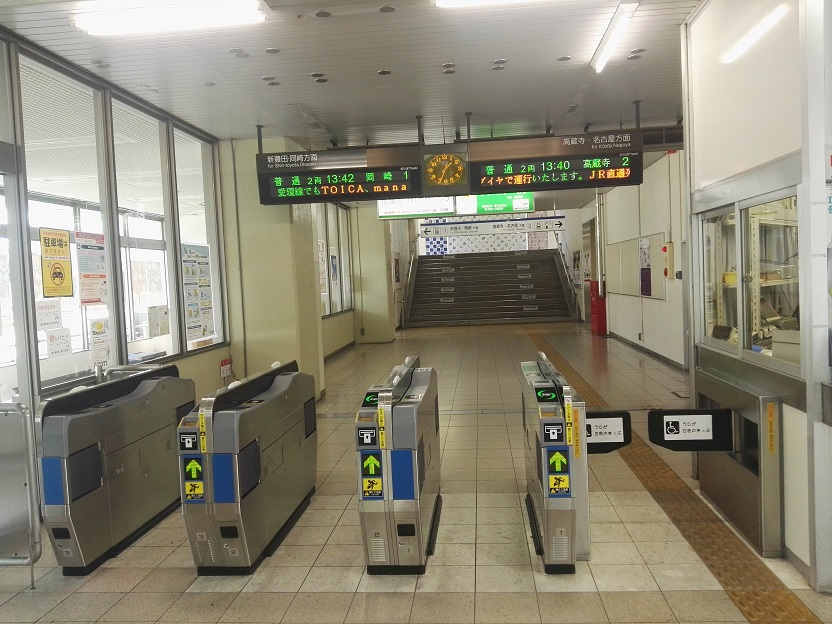
自動閘機
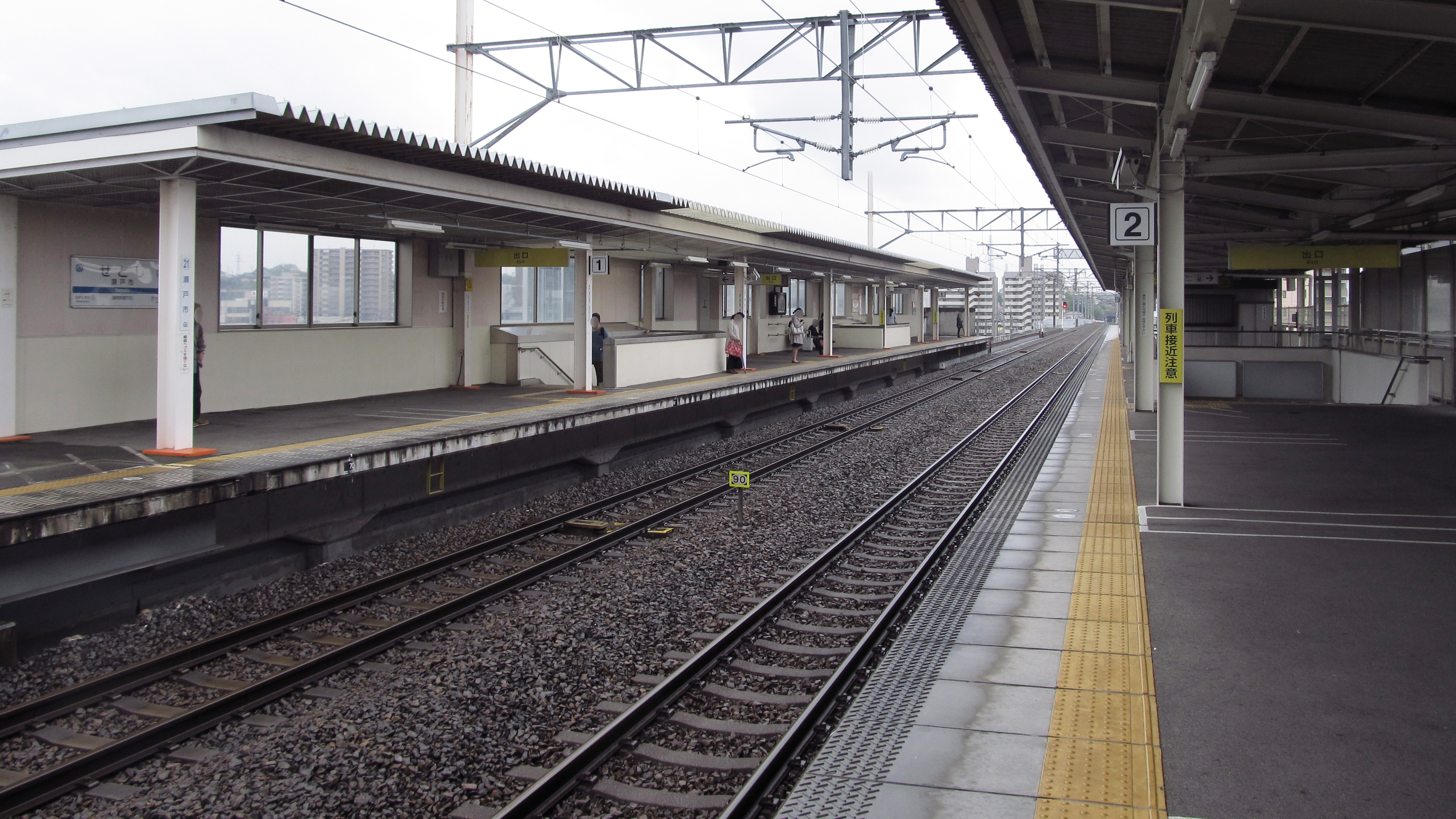
月台
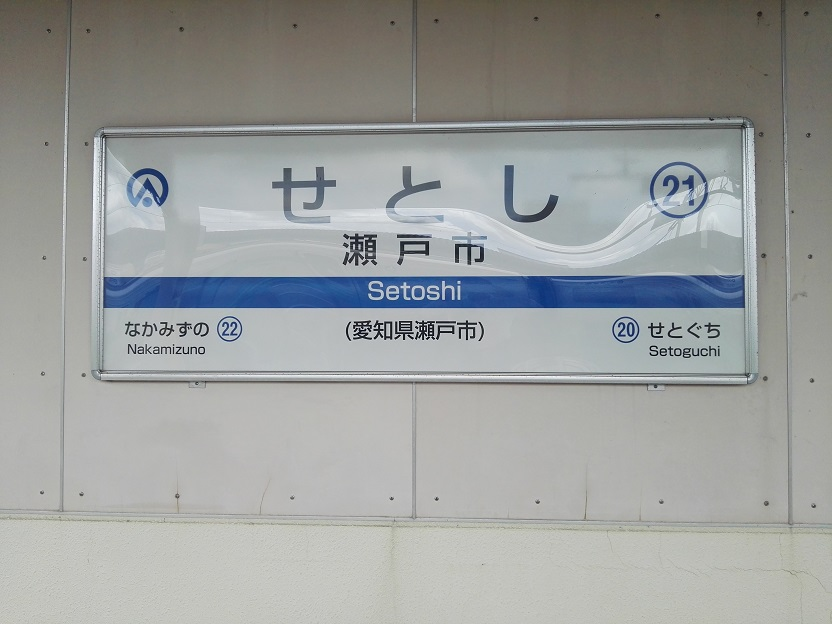
站名牌

### 配線圖
| ← 新豐田、 岡崎方向 | 瀨戶市站 站內配線略圖 | → 高藏寺方向 |
| 图例 参考文献：     |                       |              |

## 使用狀況
根據「瀨戶市統計書」，以下為1日平均乘車人次列表。
- 2002年度：1,845人
- 2003年度：1,914人
- 2004年度：2,017人
- 2005年度：2,638人（愛知萬博舉行當年）
- 2006年度：2,309人
- 2007年度：2,342人
- 2008年度：2,499人
- 2009年度：2,464人
- 2010年度：2,539人

## 車站周邊
車站周邊為住宅區。瀨戶市站鄰接名鐵瀨戶線新瀨戶站，因此可互相轉乘。但是沒有轉乘通道，如要轉乘，需要途經站外通道。
- 愛知縣瀨戶保健所
- 瀨戶市消防本部（日语：瀬戸市消防本部）
- 瀨戶信用金庫（日语：瀬戸信用金庫）總店
- NAFCO不二屋瀨戶店（瀨戶市站高架橋下）
- 公立陶生醫院（日语：公立陶生病院）
- 瀨戶年金事務所（日语：日本年金機構）
- 新瀨戶車站酒店
- 瀨戶市立圖書館
- 瀨戶市體育館
- 瀨戶市民球場
- 瀨戶市民公園
- 瀨戶市民泳池
- 瀨戶市歷史民俗資料館
- 名鐵巴士（日语：名鉄バス）新瀨戶站巴士站
- 國道155號（日语：国道155号）
- 瀨戶街道（日语：瀬戸街道）（愛知縣道61號名古屋瀨戶線（日语：愛知県道61号名古屋瀬戸線）、國道363號（日语：国道363号））
- 愛知縣道208號上半田川名古屋線（日语：愛知県道208号上半田川名古屋線）
- 瀨戶Care Plaza

## 相鄰車站
愛知環狀鐵道
愛知環狀鐵道線
瀨戶口（20）－瀨戶市（21）－中水野（22）

## 注腳

## 外部連結
- 瀨戶市站資訊 （页面存档备份，存于）（日語） - 愛知環狀鐵道